# Parataeniophorus gulosus
Parataeniophorus gulosus é uma espécie de peixe pertencente à família Cetomimidae.
A autoridade científica da espécie é Bertelsen & Marshall, tendo sido descrita no ano de 1956.

## Portugal
Encontra-se presente em Portugal, onde é uma espécie nativa.

## Descrição
Trata-se de uma espécie marinha. Atinge os 3,5 cm de comprimento total nos indivíduos do sexo masculino.